# Dolina Kežmarskej Bielej vody
Dolina Kežmarskej Bielej vody nebo jen Dolina Bielej vody je údolí na východní straně Vysokých Tater. Protéká jí Kežmarská Biela voda. V horní části se větví na Dolinu Zeleného plesa, Dolinu Bielých plies a Predné Meďodoly. Nachází se v katastrálních územích města Vysoké Tatry (Tatranská Lomnica) a obce Tatranská Javorina v okrese Poprad v Prešovském kraji.

## Hranice údolí
Na severu ji ohraničuje hřeben Belianských Tater. Na východě ji Hlavní hřeben Vysokých Tater mezi Hlúpym a Baraními rohy odděluje od Javorové doliny. Na jihu hraničí s Malou Studenou dolinou až po Lomnický štít a dále na jihovýchodě se Skalnatou dolinou.

## Vodstvo
Protéká jí Kežmarská Biela voda, jejímiž hlavními přítoky jsou zprava Zelený potok a zleva Napájadlový potok. V samotné Dolině Kežmarskej Bielej vody nejsou žádná plesa. Jsou jen v jejích bočních b a odnožích:
- Dolina Bielych ples — Biele plesá (Malé • Trojrohé • Veľké), Žeruchové plieska (Nižné • Vyšné) • Žlté pleso
- Dolina Zeleného plesa — Kežmarské plesá (Čierne pleso kežmarské • Malé Čierne pleso • Zelené pleso kežmarské), Belasé pleso • Červené pleso • Malé Červené pliesko

## Přístup
Údolím vede  žlutě značený chodník od zastávky SAD Biela Voda na Cestě svobody k chatě pri Zelenom plese a dále až na Jahňací štít (2 229 m n. m.) a také  modře značený chodník z Tatranských Matliarů na Kopské sedlo. V horní části údolí u Veľkého Bieleho plesa končí  východní část Tatranské magistrály.

## Chráněné území
Údolí je až po silnici 2. třídy II/537 na východě pokryté národní přírodní rezervací Dolina Bielej vody s výjimkou severní části, kterou pokrývá národní přírodní rezervace Belianske Tatry. Nejnižší část údolí východně od II/537 s převážné části vyplňuje národní přírodní rezervace Mokriny.